# Tiefseesaibling
Der Tiefseesaibling (Salvelinus profundus), manchmal auch als Bodensee-Tiefensaibling bezeichnet, ist eine Süßwasserfischart aus der Gattung der Saiblinge (Salvelinus) innerhalb der Familie der Lachsfische. Sie ist im Bodensee endemisch.

## Merkmale
Der Tiefseesaibling erreicht eine Standardlänge von 240 mm. Er besitzt 19 bis 27 Kiemenreusendornen. Die Körperhöhe am Beginn des Afters beträgt 15 bis 16 Prozent der Standardlänge. Der Augendurchmesser beträgt das 1,3- bis 1,5-fache des Abstandes zwischen den Augenhöhlen und macht 19 bis 21 Prozent der Kopflänge aus. Die Schnauze ist stumpf, das Maul steht unterständig. Der Unterkiefer ist vom Oberkiefer umschlossen. Die Flanken sind gelblich bis silbrig, manchmal mit blassen hellen Flecken. Der Bauch ist manchmal rötlich. Bei den bräunlichen bis rötlichbraunen Flossen fehlen die weißen Ränder der anderen Saiblingarten. Die Brustflosse reicht nicht bis zum After.

## Lebensweise
Der Tiefseesaibling kommt in einer Tiefe von 80 Meter vor und ernährt sich von Strudelwürmern, Ruderfußkrebsen und Erbsenmuscheln. Die Laichzeit ist zwischen Juli und Februar. Die Eier werden in 60 bis 80 Meter Tiefe auf dem Kiesgrund abgelegt. Gefangene Tiefseesaiblinge hatten häufig stark aufgeblasene Bäuche, weil der Druckunterschied von der großen Wassertiefe zur Wasseroberfläche so hoch ist, dass sich die Luft im Fisch ausdehnt.

## Status
Der Tiefseesaibling wurde 2008 von der IUCN für „Ausgestorben“ (Extinct) erklärt. Noch bis in die 1960er Jahre war er eine häufig gefangene Art im kommerziellen Fischfang des Bodensees. Als die Eutrophierung des Bodensees 1979 ihren Höhepunkt erreichte, verhinderte sie die Reproduktion der Tiefseesaiblinge. Nachdem mehrere Suchaktionen in einem Zeitraum von zehn Jahren ergebnislos geblieben waren, galt der Tiefseesaibling als ausgestorben. Heute wird der Name Tiefseesaibling manchmal für die ebenfalls im Bodensee vorkommende Form Salvelinus umbla verwendet.
Im Rahmen des Projektes „Projet Lac“, das zwischen 2010 und 2015 durchgeführt wurde, fand die Eawag bei einer gezielten Suche mehrere Exemplare des Tiefseesaiblings. In Zukunft soll untersucht werden, wie groß die Population noch ist. 2011 wurde ein Exemplar von einem Fischer im Bodensee gefangen.